# 伊夫林地区维埃耶埃格利斯
伊夫林地区维埃耶埃格利斯（法語：Vieille-Église-en-Yvelines，法語發音：[vjɛj eɡliz ɑ̃.n‿ivlin] ⓘ）是法国中北部法兰西岛大区伊夫林省的一个市镇，属于朗布依埃区。 

## 地名
该市镇原名“维埃耶埃格利斯”（Vieille-Église），意为“老教堂”，1940年加上了后缀“在伊夫林地区”（en-Yvelines）。

## 地理
伊夫林地区维埃耶埃格利斯（48°40'10"N, 1°52'33"E）面积9.6 平方千米，位于法国法蘭西島大區伊夫林省，该省份为法国北部内陆省份，北起瓦兹河谷省，西接厄尔省，西南接厄尔-卢瓦省，东南接埃松省，东临上塞纳省。
与伊夫林地区维埃耶埃格利斯接壤的市镇（或旧市镇、城区）包括：欧法日斯、拉塞勒莱博尔德、克莱枫丹、伊夫林地区勒佩赖、朗布依埃。

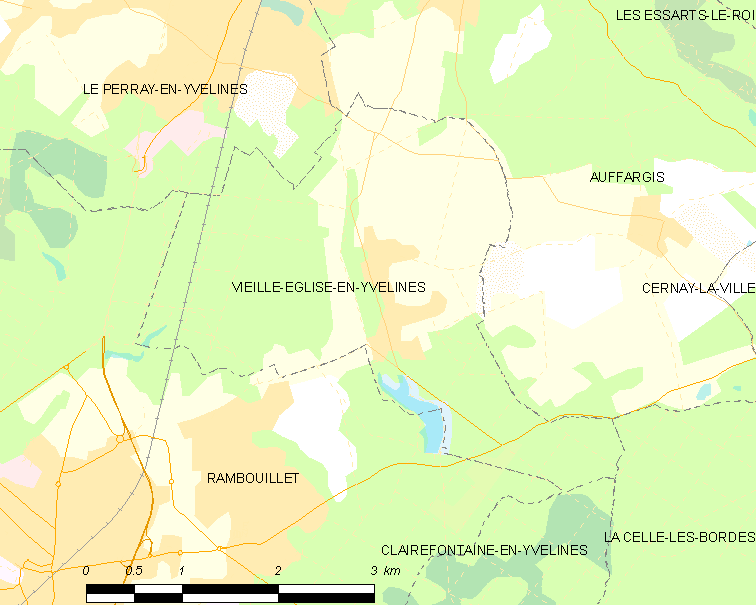
伊夫林地区维埃耶埃格利斯的OSM定位图

伊夫林地区维埃耶埃格利斯的时区为UTC+01:00、UTC+02:00（夏令时）。

## 行政
伊夫林地区维埃耶埃格利斯的邮政编码为78125，INSEE市镇编码为78655。

## 政治
伊夫林地区维埃耶埃格利斯所属的省级选区为朗布依埃县。

## 人口

1962-2008年间伊夫林地区维埃耶埃格利斯人口变化图示

伊夫林地区维埃耶埃格利斯于2022年1月1日时的人口数量为618人。